# Ронсевальское сражение (824)

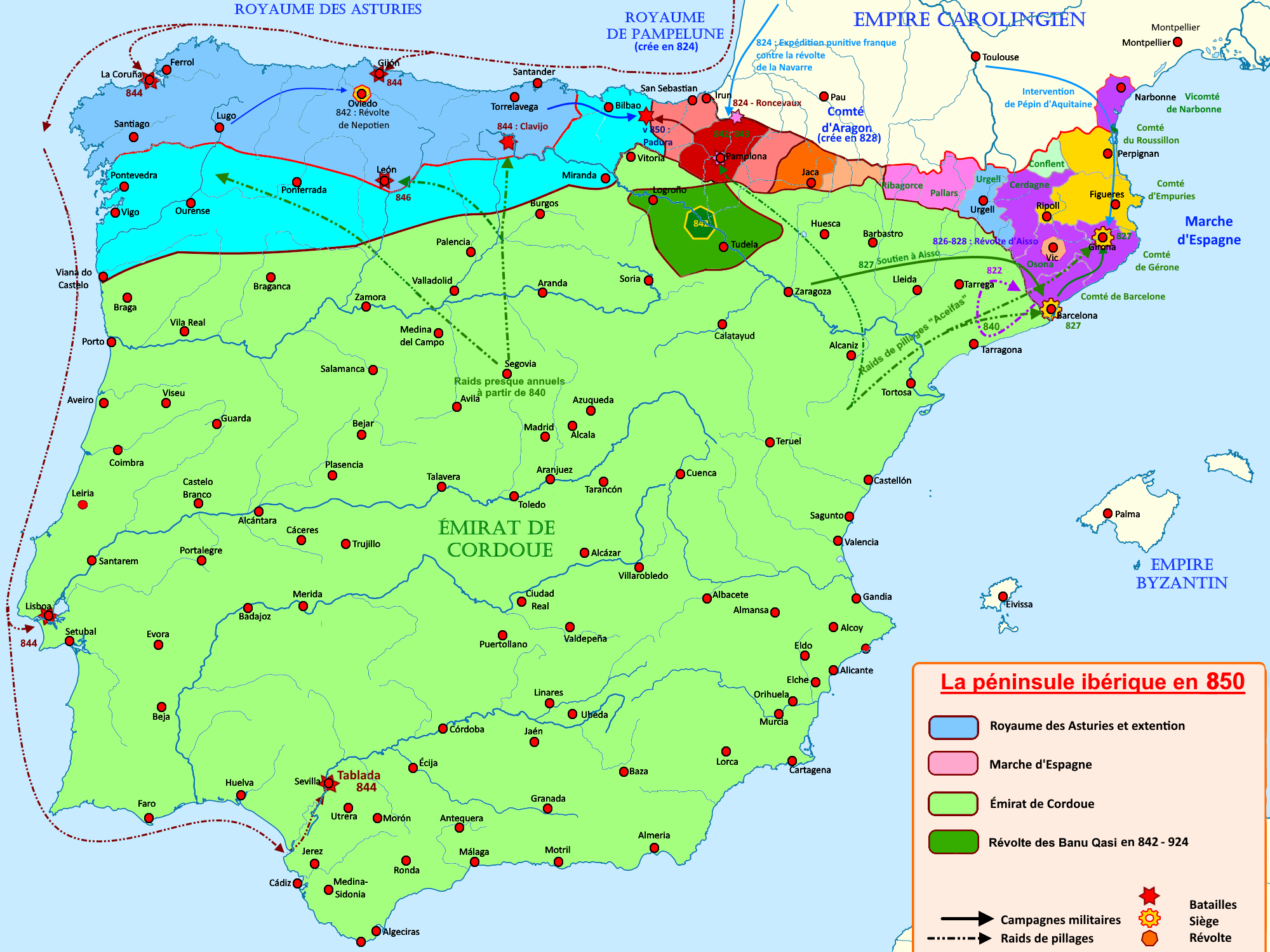
Пиренейский полуостров в 814—850 годах

Ронсевальское сражение (вторая битва в Ронсевальском ущелье) — состоявшееся в 824 году в Ронсевальском ущелье сражение, в котором объединённое войско басков, арагонцев и мавров разбило войско франков. В результате битвы в плен попали оба франкских военачальника, графы Эбль и Аснар. Победа басков позволила правителям Наварры Иньиго Аристе и Арагона Гарсии I Галиндесу добиться полной независимости от Франкской империи.

## Исторические источники
О Ронсевальском сражении 824 года сообщают как христианские, так и мусульманские средневековые исторические источники. Наиболее полные свидетельства о битве содержатся в «Анналах королевства франков» и труде Астронома «Жизнь императора Людовика».

## Предыстория
В последней трети VIII века правитель франков Карл Великий несколько раз пытался установить власть над населением Пиренеев. В 778 году произошёл первый крупный военный конфликт между франками и басками, завершившийся победой горцев в битве в Ронсевальском ущелье. Тем не менее из-за опасений быть окончательно покорёнными маврами баски в начале IX века признали себя подданными императора. В 806 году под контроль франков перешёл крупнейший город пиренейских басков — Памплона.
Однако притеснения, которые франки начали чинить над басками, уже вскоре вызвали сильный рост мятежных настроений среди горцев. Эти беспорядки в 812 году привели к новому военному столкновению басков и франков, во время которого король Аквитании Людовик I Благочестивый совершил поход на Памплону. Однако он так и не смог принудить басков к полному подчинению. Уже вскоре после восшествия Людовика I Благочестивого на престол Франкской империи в 814 году в населённых теми областях началось новое антифранкское восстание. В 816 году, после смещения с должности франкского герцога Семена I Лупа, мятеж охватил также и герцогство Васконию. Предводителями антифранкского восстания были граф Памплоны Веласко и бывший васконский герцог Семен I Луп. Однако в том же году Веласко погиб при захвате Памплоны маврами, а в 817 году франкам удалось подавить восстание в Васконии. Об умиротворении лежавших к северу от Пиренеев областей Аквитанского королевства было объявлено на государственной ассамблее в Даксе.
Тем не менее и в следующие несколько лет припиренейские земли Франкской империи (Васкония и Испанская марка) неоднократно были местами мятежей, которые поднимала местная знать: Луп III Сантюль в 818—820 годах, Гарсия I Галиндес в 820 году, и, наконец, Иньиго Ариста в 824 году.

## Сражение
Для подавления последнего из восстаний по повелению Людовика I Благочестивого в Васконии было собрано войско, командование которым было поручено графам Эблю и Аснару. Целью похода была принадлежавшая Иньиго Аристе Памплона. В свою очередь предводитель антифранкского восстания заключил союз со своими родственниками: с управлявшим северо-восточными землями Кордовского эмирата Мусой II ибн Мусой из мувалладского рода Бану Каси и с графом Арагона Гарсией I Галиндесом.
Отказавшись от защиты не имевшей стен Памплоны, Иньиго Ариста увёл своих воинов в близлежавшие горы. Это позволило франкам беспрепятственно овладеть селением. Посчитав, что все мятежники разбежались, и что теперь баски снова подчинены, франки разорили Памплону, казнили многих её жителей и с награбленной добычей двинулись обратно в Васконию.
По свидетельствам средневековых арабских авторов, путь франков лежал через Ронсевальское ущелье, которым франки неоднократно пользовались в своих походах в земли к югу от Пиренеев. Однако когда франкская армия вошла в Ронсевальское ущелье, вблизи современного города Сен-Жан-Пье-де-Пор она подверглась нападению войска восставших, устроивших засаду в здешних извилистых теснинах. Внезапная атака, совершённая из находившегося поблизости леса объединённым войском басков, арагонцев и мавров, посеяла панику среди франков, а затем и обратила их в бегство. Почти всё франкское войско было уничтожено, а среди пленных оказались графы Эбль и Аснар.
Франкские хроники не называют имён военачальников, разбивших войско франков, но испано-мусульманские историки пишут, что победу одержало войско, возглавляемое Иньиго Аристой, Гарсией I Галиндесом и Мусой II ибн Мусой.

## Последствия
Из двух франкских военачальников Аснар, единоплеменник басков, был отпущен на свободу, а Эбль отправлен в Кордову ко двору Абд ар-Рахмана II, где, вероятно, и умер.
Благодаря победе в Ронсевальском сражении 824 года, Наварра и Арагон стали полностью независимыми от власти правителей франков. Согласно преданиям, после этой битвы, вошедшей в историю как «вторая битва в Ронсевальском ущелье», «300 рыцарей» провозгласили Иньиго Аристу «первым королём Памплоны». О нём, как о монархе, упоминается в «Кодексе Роды». Принятие королевского титула подтверждает и свидетельство Ибн Хайяна аль-Куртуби, применявшего в отношении Иньиго Аристы и его сына и наследника Гарсии I титул «эмир Памплоны». Победа также способствовала укреплению союза между правителями Памплоны и Бану Каси. Этот направленный против их общих врагов союз просуществовал несколько десятилетий.

## Комментарии
1. ↑  О том, кто из двух живших тогда Аснаров — Аснар I Санше или Аснар I Галиндес — участвовал в походе 824 года, среди современных историков нет единой точки зрения[3].